# (690456) 2014 GK65
(690456) 2014 GK65est un objet transneptunien en résonance 4:7 avec Neptune, d'environ 180 km de diamètre.